# Johann Wilhelm Götz

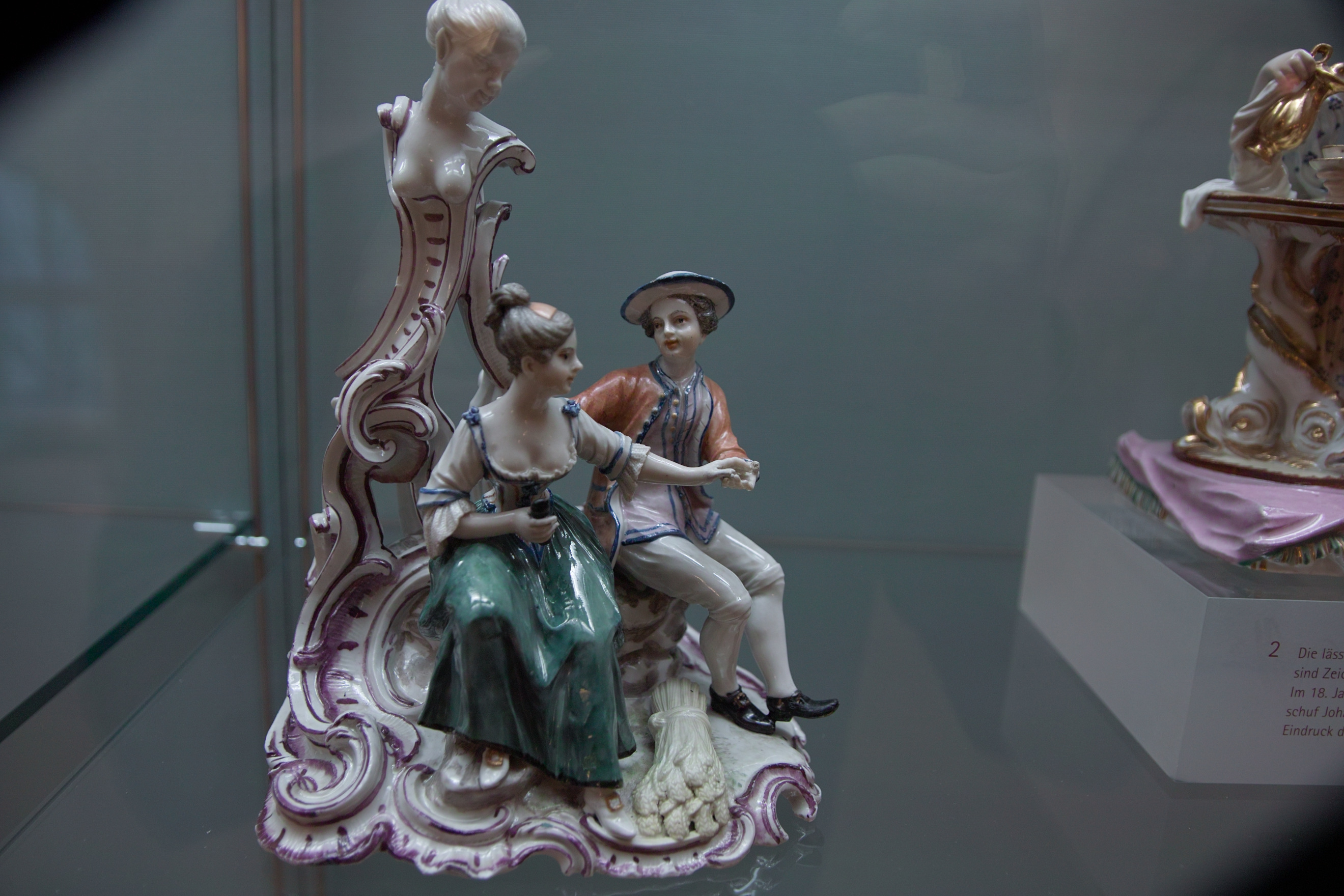
Der Sommer

Johann Wilhelm Götz (* 1732; † 1762) war ein deutscher Porzellanbildner.

## Leben und Werk
Johann Wilhelm Götz arbeitete in der Ludwigsburger Porzellanmanufaktur des Herzogs Carl Eugen von Württemberg. Bekannt ist etwa seine Serie von stehenden Götterfiguren, die ein im Zeitalter des Rokoko beliebtes Thema aufgreift, aber im Gegensatz etwa zur Götterserie des Götzschen Kollegen Franz Joseph Ess von anatomischem Wissen über einen klassischen Körperbau sowie dessen Bewegungsabläufe zeugt. Der Zyklus ist wahrscheinlich nicht vollständig erhalten. In der Sammlung Jansen befinden sich etwa ein Vulkan, der mit dem Schmiedehammer arbeitet, eine Leda mit dem Schwan und ein Herkules.
Ein weiteres im Rokoko beliebtes Thema war die allegorische Darstellung der vier Jahreszeiten. Götz stellte Frühling, Sommer, Herbst und Winter jeweils in Gestalt eines poussierenden Pärchens auf einer rocaillegeschmückten Bank dar: Beim Frühling greift der Kavalier nach der Rose, die im Ausschnitt seiner Dame steckt, beim Sommer wehrt sich eine Schnitterin mit einer Sichel in der Hand nicht allzu heftig gegen die Zudringlichkeiten des jungen Mannes, mit dem sie sich die Bank teilt, der Herbst wird durch ein Körbchen mit Trauben zu Füßen des entsprechenden Paares symbolisiert und die Figuren, die den Winter darstellen, versuchen sich durch Musik, ein glühendes Kohlebecken und ein Schoßhündchen warmzuhalten. Die vier Bänke, auf denen sich diese Szenen abspielen, lassen sich zu einem Tafelaufsatz mit kreisförmigem Grundriss zusammenstellen.
Ferner schuf Götz Figuren nach literarischen Werken bzw. Theaterstücken, so etwa um 1760 Lucinde und Clitandre und einige weitere Figuren aus L'Amour médecin von Molière. Götz arbeitete bei vielen Figuren nach gezeichneten oder gestochenen Vorlagen, so lässt sich etwa die Komposition seiner Leda-Gruppe auf ein Gemälde von Nicolas Bertin, das unter anderem von Bernard Picart gestochen wurde, zurückführen. Die Zeichnungen zu Lucinde und Clitandre stammten von François Boucher. Bei der Darstellung der Magd Martine aus Les Femmes Savantes, ebenfalls von Molière, beging Götz offenbar einen Irrtum, weil er die Gestik auf dem Stich, der ihm als Vorlage diente, missverstand. Insgesamt sind jedoch die Theaterfiguren Götz’ für Theaterhistoriker eine wichtige Quelle und Ergänzung zu den überlieferten zweidimensionalen Darstellungen, weil sie Gestik und Körperausdruck besser transportieren.
Carl Eugen, der das Theater und Ballett liebte, wurde auch von anderen Künstlern seiner Ludwigsburger Porzellanmanufaktur mit Miniaturdarstellungen von Bühnenkünstlern beliefert. So schuf etwa der Wachsbossierer Johann Christoph Haselmeyer eine Serie von Kinderakteuren und der taubstumme Joseph Nees gestaltete zahlreiche Tänzer- und Musikerszenen. Musiker gehörten auch zum Repertoire des Obermodellmeisters Johann Christian Friedrich Wilhelm Beyer, der ab 1759 Hofbildhauer bei Carl Eugen war.

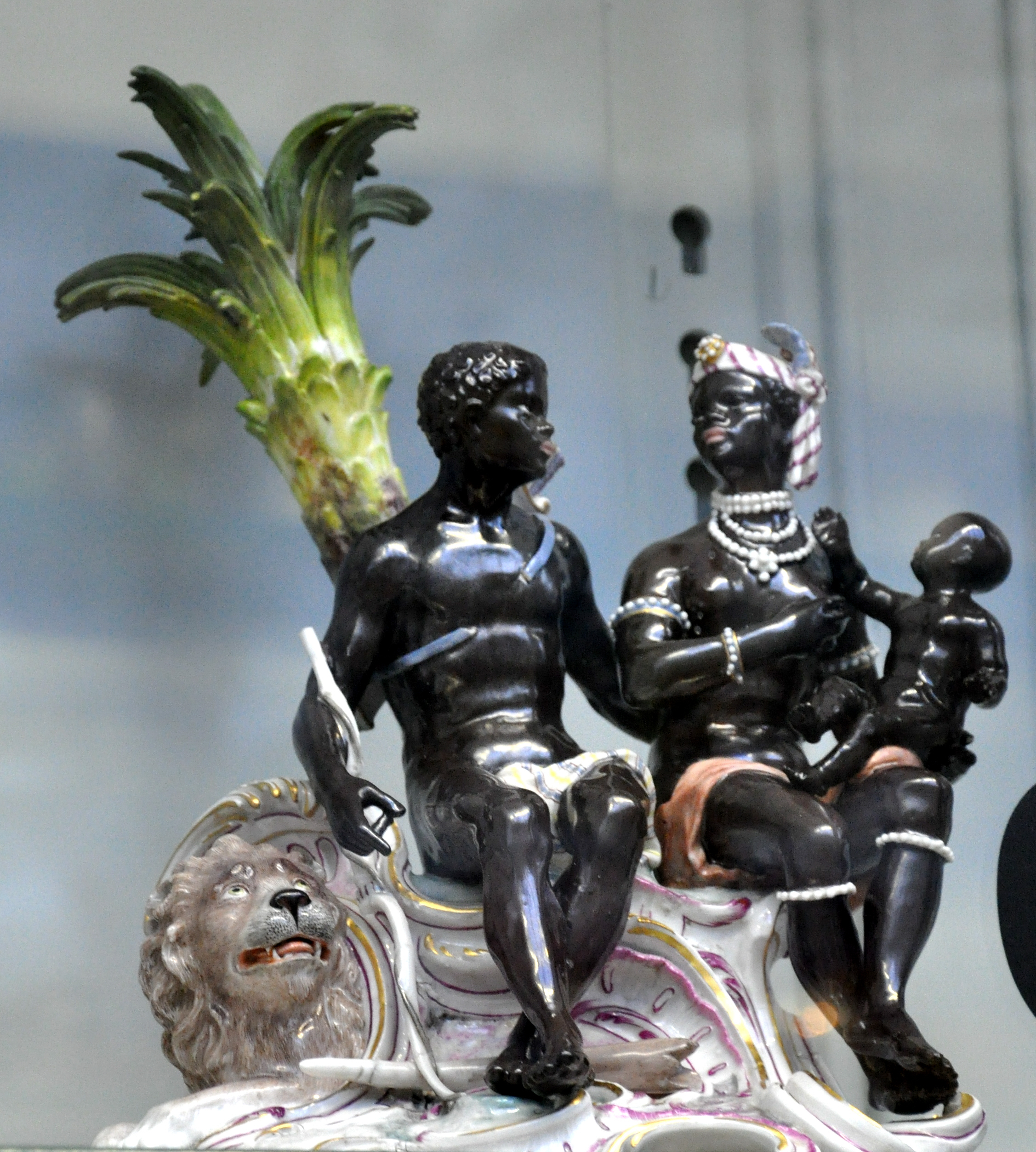
Allegorie von Afrika

Johann Wilhelm Götz starb schon in jungen Jahren. Es ist anzunehmen, dass einige seiner Entwürfe später von anderen Künstlern weiterentwickelt bzw. ausgeführt wurden. So gehen wahrscheinlich etliche Ludwigsburger Figurengruppen, die zeitweise dem Modelleur Johann Heinrich Schmidt zugeschrieben worden waren, auf Götz zurück. Die Zuschreibung von Ludwigsburger Produkten zu Götz ist anhand charakteristischer Merkmale seiner Figuren möglich. Schon Hans Christ, der ihm zunächst den Notnamen „Modelleur des Apolloleuchters“ gab, beschrieb 1921 in seiner Schrift Ludwigsburger Porzellanfiguren diese Eigenheiten: „Die schwellenden Körper unseres Modelleurs sind rokokomäßig wie steife Gliederpuppen bewegt. Die pathetische Haltung, das stockbeinige, noch recht unsichere Stehen, das gezwungene Sitzen mit den überkreuzten Unterschenkeln sind unverkennbare Eigenheiten. Der Rumpf wird bei den meisten Figuren ungern aus der Frontalstellung herausgedreht.“